# تورهال
تورهال (به ترکی استانبولی: Turhal) شهری است در کشور ترکیه که در استان توکات واقع شده‌است. جمعیت این شهر بر اساس سرشماری سال ۲۰۰۸ میلادی ۶۲٬۳۵۲ نفر و بر اساس برآوردهای سال ۲۰۰۹ میلادی ۶۱٬۵۲۳ نفر می‌باشد.